# Болда
Болда (рум. Bolda) — село у повіті Сату-Маре в Румунії. Входить до складу комуни Белтіуг.
Село розташоване на відстані 422 км на північний захід від Бухареста, 28 км на південь від Сату-Маре, 98 км на північний захід від Клуж-Напоки.

## Населення
За даними перепису населення 2002 року у селі проживали 107 осіб, з них 104 особи (97,2%) румунів. Рідною мовою 104 особи (97,2%) назвали румунську.